# Joan de Biclar
Joan de Biclar, en llatí Iohannes Biclarensis, també conegut com a Joan de Bíclarum o Biclara (Santarém, Regne Visigot de Toledo, c. 540 - Girona, c. 621) fou un religiós visigot, fundador del monestir de Biclarum, i que més tard va ser Bisbe de Gerunda. Tot i no haver estat oficialment canonitzat, ha estat venerat com a sant per l'Església catòlica.

## Biografia
Havia nascut a Scallabis (Santarém, Lusitània) en una família visigoda. Va marxar jove a Constantinoble, a mitjan segle vi (559) i va tornar al regne visigot de Toledo el 576. El rei Leovigild va intentar convèncer-lo perquè passés a l'arrianisme, sense èxit, per la qual cosa va ser desterrat a Bàrcino (576), on va ésser durant deu anys després. L'exili, fruit de l'enfrontament entre catòlics i arrians, s'agreujà amb la crisi desencadenada per Hermenegild, hereu del regne qui, induït per la seva muller Ingunda s'havia convertit al catolicisme i es va rebel·lar contra el seu pare, intentant crear un estat catòlic independent dintre els seus dominis. La rebel·lió, narrada per Joan de Biclar al seu Chronicon, va acabar amb la derrota i execució del príncep rebel.
Joan de Biclar va poder deixar l'exili, potser cridat pel mateix Leovigild i el bisbe got Maçona, cap a 585 o 586, poc abans de la mort del rei. L'obra històrica de Joan de Biclar, escrita poc després, reflecteix l'esperit de col·laboració amb Recared, fill de Leovigild, quan fou proclamat monarca: el presenta com a rei de tots els hispans i al servei de l'Església universal, i intenta situar el regne de Toledo en el conjunt imperial romà d'Orient.
Després del 589 va fundar el monestir de Biclarum, topònim que podria correspondre a Vallclara, actual Cabassers, al Priorat. Per al cenobi va escriure una regla que, dissortadament, no es conserva. Encara com a abat, va assistir al III Concili de Toledo (589), on Recared va convertir-se al catolicisme.
Abans del 592 va ser elegit, per la seva fama de santedat, prudència i saviesa, bisbe de Girona i com a tal ja va signar les acta del segon sínode provincial de Saragossa d'aquest any. Assistí també al sínode de Toledo de 597 i al segon de Barcelona (599), i segurament també al d'Ègara (614).
Va morir alguns anys després, probablement cap al 621. Dels seus escrits es conserva el Chronicon continuans Victorem Tunnunensem, continuació del cronicó de Víctor de Tunísia, que comprèn els anys 567-590 i recopila succintament esdeveniments del període.

## Veneració
La consideració de Joan de Biclar com a persona santa és antiga. L'exili que va patir, a causa de la fe, i els miracles que se li atribuïren, fan que Isidor de Sevilla l'anomeni sant, i que martirologis i santorals, durant l'Edat mitjana i els segles xvi i xvii el llistin entre els sants, assignant-li al calendari la festivitat litúrgica del 6 de maig. No obstant això, no consta als calendaris i santorals moderns.